# Greatheart
Greatheart est un film britannique réalisé par George Ridgwell, sorti en 1921.

## Fiche technique
- Titre original : Greatheart
- Réalisation : George Ridgwell
- Scénario : Sidney Broome , d'après le roman homonyme d'Ethel M. Dell
- Société de production : Stoll Picture Productions
- Société de distribution : Stoll Picture Productions
- Pays d'origine :  Royaume-Uni
- Langue originale : anglais
- Format : noir et blanc — 35 mm — 1,37:1 — Film muet
- Genre : drame
- Durée : 6 bobines
- Date de sortie :
  - Royaume-Uni : juin 1921

## Distribution
- Cecil Humphreys : Eustace Studley
- Madge Stuart : Diana Bathurst
- Ernest Benham : Sir Scott Studley
- Olive Sloane : Rose de Vigne
- William Farris : Guy Bathurst
- Norma Whalley : Isobel Evrard
- Winifred Evans : Lady Grace de Vigne
- Paulette del Baye : Mme Bathurst
- Teddy Arundell : Colonel de Vigne